# 長歌行 (陸游)
《長歌行》是南宋詩人陸游所創詩作，文學體裁為七言古詩。

## 创作背景
此詩作於1174年，時年五十歲的陸游離蜀州通判任，閒居成都，住安福院僧寮。抒寫了其驅逐女真族、收復失地之抱負和理想以及理想無法實現的悲憤之情，對仕途坎坷之苦悶情緒。

## 出處
《劍南詩稿》 

## 相關評介
- 陸遊詩之“壓卷”之作（清代·方東樹（《昭昧詹言》卷十二）
- “放翁《长歌行》最善，虽未知与李、杜何如，要已突过元、白。集中似此亦不多见”。（清代·马星翼《东泉诗话》）